# Diplocolenus pazoukii
Diplocolenus pazoukii är en insektsart som beskrevs av Dlabola 1980. Diplocolenus pazoukii ingår i släktet Diplocolenus och familjen dvärgstritar. Inga underarter finns listade i Catalogue of Life.